# Śpiewające obrazy
Śpiewające obrazy – siódmy album Marka Grechuty wydany przez wytwórnię płytową Pronit (Pronit SX2132) w 1981 roku.

## Wersja oryginalna z 1981 roku
1. Patrz, już wszyscy poszli (muz. i sł. Marek Grechuta)
2. Cisza oddechu trawy (muz. i sł. Marek Grechuta)
3. Szary gołąb na ramieniu (muz. i sł. Marek Grechuta, wyk. Urszula Kiebzak)
4. Mieć taki deszcz, gdy świeci słońce (muz. i sł. Marek Grechuta, wyk. Dorota Pomykała)
5. Gdyby był taki aparat (muz. i sł. Marek Grechuta, wyk. Urszula Kiebzak)
6. Piruet na polnej drodze (muz. i sł. Marek Grechuta, wyk. Dorota Pomykała)
7. Inna kuchnia, inna moda (muz. i sł. Marek Grechuta, wyk. Urszula Kiebzak, Dorota Pomykała)
8. Śniło mi się i pamiętam (muz. i sł. Marek Grechuta)
9. Otwarcie kurtyny (muzyka do inscenizacji sztuki Otello Williama Szekspira)
10. Hejnał Otella (muzyka do inscenizacji sztuki Otello Williama Szekspira)
11. Motyw Jagona (muzyka do inscenizacji sztuki Otello Williama Szekspira)
12. Opowieść Otella o Desdemonie (muzyka do inscenizacji sztuki Otello Williama Szekspira)
13. Taniec weselny Desdemony (muzyka do inscenizacji sztuki Otello Williama Szekspira)
14. Pieśń biesiadna Otella (muzyka do inscenizacji sztuki Otello Williama Szekspira)
15. Ostatnia pieśń Desdemony (muzyka do inscenizacji sztuki Otello Williama Szekspira)
16. Księżyc w rynku (muz. Marek Grechuta, sł. Józef Czechowicz)
17. Knajpa (muz. Marek Grechuta, sł. Józef Czechowicz)
18. Koncert zza ściany (muz. i sł. Marek Grechuta, wyk. Alibabki)

### Wykonawcy
- Marek Grechuta (śpiew, recytacja, fortepian, Hohner string)
- Urszula Kiebzak (śpiew, wokaliza)
- Dorota Pomykała (śpiew)
- Michał Półtorak (skrzypce)
- Joanna Giemzowska (skrzypce)
- Jadwiga Olesińska (wiolonczela)
- Jerzy Wysocki (gitara akustyczna)
- Wojciech Węgliński (fortepian)
- Maryla Rodowicz (śpiew)
- Tadeusz Bochniak (skrzypce)
- Jan Gonciarczyk (kontrabas)
- Marian Bronikowski (perkusja)

oraz Alibabki
(09-15) Fragmenty muzyki do sztuki Williama Szekspira Otello wystawionej z okazji 400-lecia miasta Zamościa na rynku Starego Miasta przez teatr Ochota z Warszawy w reżyserii Jana Machulskiego

## Wersja rozszerzona z 2001 roku
W antologii Świecie nasz oryginalna płyta została wzbogacona o 13 dodatkowych utworów.
1. Marcelle Lender tańcząca bolero (muz. i sł. Marek Grechuta)
2. Kobieta niesie chleb (muz. i sł. Marek Grechuta)
3. Skąd przychodzimy, kim jesteśmy, dokąd idziemy (muz. i sł. Marek Grechuta)
4. Gioconda (muz. i sł. Marek Grechuta)
5. Akrobatka na piłce (muz. i sł. Marek Grechuta)
6. Tancerka z bukietem (muz. i sł. Marek Grechuta)
7. Śniadanie na trawie  (muz. i sł. Marek Grechuta)
8. Walc ducha zamkowego (muz. Marek Grechuta)
9. Marsz na pustyni (muz. Marek Grechuta)
10. Dziad i baba (muz. Stanisław Moniuszko, sł. Józef Ignacy Kraszewski)
11. Czaty (muz. Stanisław Moniuszko, sł. Adam Mickiewicz)
12. Znasz-li ten kraj (muz. Stanisław Moniuszko, sł. Józef Ignacy Kraszewski)
13. Do łezki łezka (muz. Andrzej Korzyński, sł. Jonasz Kofta)

(19-20 oraz 22)
Nagrania z programu telewizyjnego Malarskie impresje Marka Grechuty
Reżyseria: Andrzej Maj, TVP Kraków (1983)
(21 oraz 23-25)
Nagrania radiowe Polskiego Radia Katowice (1980)
(26-27)
Fragmenty muzyki z filmu fabularnego TVP Powrót po śmierć
Reżyseria: Janusz Majewski (1985)
(28-30)
Nagrania koncertowe z XIX Festiwalu Moniuszkowskiego, Kudowa-Zdrój (1980)
Koncert „Przeboje Stanisława Moniuszki”
(31)
Nagranie z XV Festiwalu Piosenki Polskiej Opole 1977
Koncert „Nastroje na nas troje” (23.06) – zapowiedź Jonasza Kofty

## Ekipa
- Reżyser nagrania: J. Złotkowski
- Operator dźwięku: M. Gola
- Projekt okładki albumu: Tadeusz Kalinowski
- Fotografie na okładce: Mieczysław Sochor

## Wydania
- 1981 – Pronit (LP)
- 2001 – EMI Music Poland (CD)
- 2001 – EMI Music Poland (CD, box Świecie nasz)
- 2005 – EMI Music Poland (koperta, box Świecie nasz)